# 汚れた女
「汚れた女」（よごれたおんな、原題：Dirty Girls ）は、『バフィー 〜恋する十字架〜』の第7シーズン18作目（通算140作目）。
『エンジェル』第4シーズンの「オルフェウス」の続編。
「お前は誰だ?」以来降板していたエリザ・ドゥシュク演じるフェイス・レーヘンが再び登場する。

## ストーリー
ブリンガーズに追われていたシャノンは、通りかかったトラックの運転手ケイレブに助けを求める。だが、ケイレブはファーストに協力する殺し屋で、彼女は腹部を刺され、道路に投げ出される。ウィローが運転する車でサニーデールに戻ってきたフェイスは、路上に倒れていたシャノンを発見、病院に運び込む。バフィーはケイレブを倒すことを決断し、スレイヤー候補生とともにケイレブが潜伏するワイン倉庫に乗り込むが、返り討ちに遭い、候補生2名を失ってしまう。

## 出演者
俳優（役名/声優）の順。

### メイン・キャスト
- サラ・ミシェル・ゲラー（バフィー・アン・サマーズ / 水谷優子）
- ニコラス・ブレンドン（ザンダー・ハリス / 鳥海勝美）
- アリソン・ハニガン（ウィロー・ローゼンバーグ / 大坂史子）
- ジェームズ・マースターズ（スパイク / 堀川仁）
- エマ・コーフィールド（アンヤ・ジェンキンズ / 髙月希海）
- ミシェル・トラクテンバーグ（ドーン・サマーズ / 寺田はるひ）

### ゲスト
- アンソニー・スチュワート・ヘッド（ルパート・ジャイルズ / 金尾哲夫）
- D・B・ウッドサイド（ロビン・ウッド校長）
- サラ・ヘイガン（アマンダ）
- ネイサン・フィリオン（ケイレブ）
- トム・レンク（アンドリュー・ウェルズ）
- エリザ・ドゥシュク（フェイス・レーヘン / 湯屋敦子）
- イアリ・リモン（ケネディ）

### 助演
- クリスティ・ウー（シャオアン）
- デニア・ラミレス（カリダ）
- クララ・ブライアント（モリー）
- クリスティ・アボット（ダイアン）
- インディゴ（ローナ）
- フェリシア・デイ（バイ）
- レイチェル・ビルソン（コリーン）
- メアリー・ウィルチャー（シャノン）

#### クレジットなし
- キャリー・サウスワース（ベティ）
- ミランダ・クァク （戦う候補生）
- カール・アンソニー・ネスポリ（ブリンガー）

## 音楽
- ロバート・ダンカン Robert Duncan - "Something About Buffy"